# Húsares de la Muerte

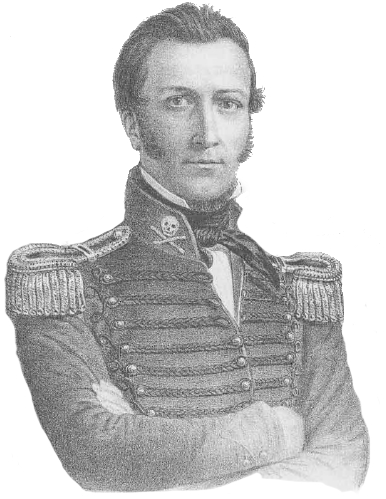
Manuel Rodríguez con su uniforme de los Húsares de la Muerte.

En Chile, los Húsares de la Muerte fueron un cuerpo miliciano formado por Manuel Rodríguez junto con varios patriotas que deseaban luchar por la causa de la independencia. Fue creado después de la Batalla de Cancha Rayada, el 23 de marzo de 1818 en el período conocido como Patria Nueva de la Independencia de Chile.
Su uniforme era el de los húsares de Galicia, pero de color negro, con una calavera sobre dos fémures, de paño blanco, en el cuello, al estilo del cuerpo homónimo fundado en la Francia revolucionaria. Manuel Rodríguez ya había usado antes un uniforme de capitán de los Húsares de la Gran Guardia Nacional en la campaña de 1813 en el sur, obligado por su amigo José Miguel Carrera a vestirlo en su calidad de ayudante.

## Entran en acción
Las noticias de la sorpresa de Cancha Rayada causaron gran consternación y miedo en los habitantes de Santiago, todos pensaban en una nueva emigración a Mendoza. En aquellas críticas circunstancias apareció el popular guerrillero Manuel Rodríguez, y al grito de «¡¡Aún tenemos Patria, ciudadanos!!», volvió el ánimo a los que todo lo creían perdido y fue nombrado Director Supremo interino por dos días.
El pueblo chileno lo asoció al gobierno de la Junta Delegada que presidía Luis de la Cruz, y en pocas horas Rodríguez organizó y armó un regimiento que llamó Húsares de la Muerte, queriendo decir que preferían morir antes de darle la victoria al enemigo. Le dio ánimo al pueblo y entregó armas a los voluntarios que se presentaban para construir la defensa de Santiago. Es el guerrillero el que domina la situación y apresta la capital para resistir a los realistas, agitando al pueblo y organizando una movilización extraordinaria. El rumor de la muerte de O'Higgins en la Batalla de Cancha Rayada corría por todas partes, y el pueblo veía como único líder a Manuel Rodríguez, el Caudillo de la Reconquista, que ahora vestía su elegante uniforme negro de los Húsares y que era acompañado por muchos de sus seguidores y amigos.

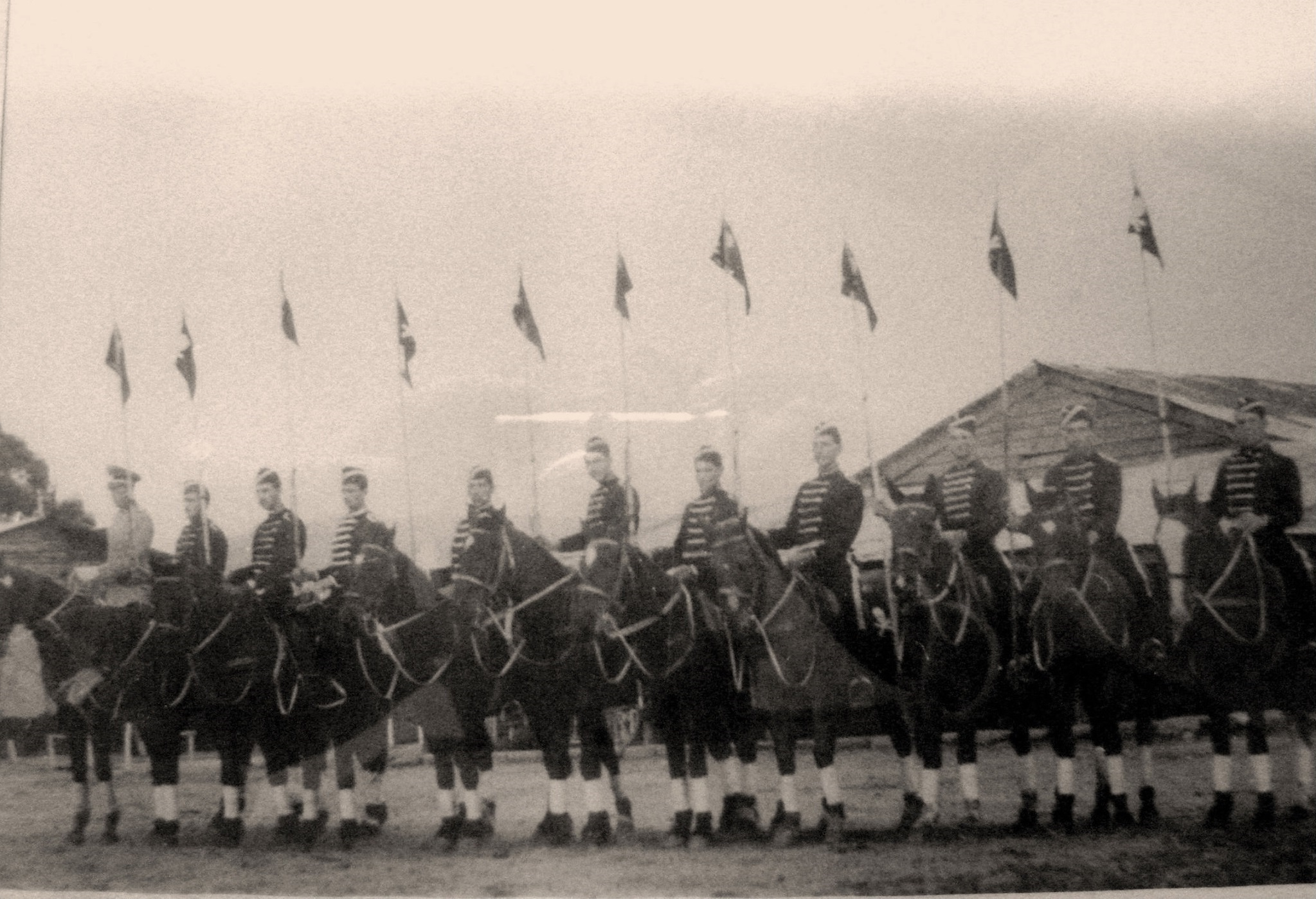
Los antiguos jinetes del Cuadro Negro - Húsares de la Muerte.

Por entonces los Húsares de la Muerte tomaban gran protagonismo y adornaban de valentía, vigor y patriotismo las calles de Santiago, sus calaveras tomaban vida y el pueblo estaba listo y resuelto a defender la independencia de Chile.
Treinta horas después de que Manuel asumiera como director supremo, de imprevisto apareció malherido en el Palacio de gobierno, el director Supremo Bernardo O'Higgins. Encontrando a Manuel Rodríguez y a los Húsares de la Muerte al mando del país, conversa con Rodríguez, el cual entrega el mando y presenta a los Húsares de la Muerte como un nuevo grupo militar listo para luchar y defender la capital que en unos días aproximadamente ya tendría a los realistas en sus calles, pero O'Higgins no comparte la idea de que los hombres de Rodríguez defiendan la ciudad. Lisiado después de Cancha Rayada, O'Higgins delegó el mando de las tropas patriotas en el argentino José de San Martín. Este las reunió en los llanos de Maipú, en las afueras de Santiago. En la batalla de Maipú, librada el 5 de abril de 1818, José de San Martín infligió una dura derrota a Osorio, quien optó por regresar a Concepción; los realistas ya no intentarían otra incursión a Santiago, con lo que la independencia quedaba asegurada.

## Disolución del grupo
Según José Zapiola Cortés en su libro Recuerdos de 30 años, Manuel Rodríguez antes de la Batalla de Maipú, habló con los integrantes de los Húsares de la Muerte y llegaron al acuerdo de no presentarse en batalla y aguardar en Santiago, tras aquel episodio y después de la batalla de Maipú el 5 de abril de 1818 (14 días después de su inicio) , el escuadrón fue disuelto, ya que no quisieron participar de dicha batalla como un acto de desacato y protesta frente a O'Higgins. Versiones más recientes desacreditan la hipótesis de Zapiola, poniendo en manifiesto la contienda que aún existía entre O'Higgins y Carrera, es por este motivo que O'Higgins le impidió a todo oficial carrerino incluyendo al escuadrón Húsares de la Muerte participar en la batalla final por la independencia de Chile.
Sin embargo, en los partes del Ejército de Chile, y en obras de historiadores como Miguel D. Amunategui y Benjamín Vicuña Mackenna, se deja en claro que el batallón de Húsares de La Muerte se mantuvo a retaguardia por disposiciones de Bernardo O'Higgins, y que capturó a 700 realistas al mando del desertor patriota Ángel Calvo, en una carga de caballería que arrolló con estas fuerzas en el cerro Niebla donde se habían refugiado.